# Минеральные агрегаты
Минеральный агрегат — скопления и срастания минеральных индивидов (кристаллов и зёрен) одного и того же или разных минералов, отделённых друг от друга поверхностями раздела. Такое срастание может происходить в один или несколько этапов, образовывая разные виды агрегатов. Минеральный агрегат — исходное понятие минералогии, определяющее следующий за минеральным индивидом уровень организации вещества.

## Описание
Агрегаты могут распадаться на первичные (исходные) частицы при определённом внешнем воздействии (например, механическом). В разных областях науки и техники под термином «агрегат» понимаются различные по структуре, размерам и свойствам объекты. Так, при описании коллоидных систем, порошков или пористых тел, как правило, имеются в виду микроскопические объекты, в то время как в почвоведении или геологии этим термином описывают макроскопические объекты.
Минеральный агрегат, в отличие от минеральных индивидов, не обладает чёткими признаками симметричных фигур.
При спекании или старении агрегатов могут образовываться агломераты, в которых частицы связаны между собой сильнее, чем в агрегатах.